# Valdemar Limkilde
Waldemar "Valdemar" Jørgen Winterkalder Limkilde (1. august 1863 i Odense – 26. april 1911) var en dansk officer.
Han var søn af købmand Clemens Christian Georg Limkilde (1832-1894) og Catharine Christiane Marie Winterhallder (1838-1917). Limkilde kom på Hærens Officersskole, blev sekondløjtnant 1886 og allerede premierløjtnant samme år og ritmester 1902. Han var chef for Ride- og Beslagskolen fra 1908 til sin død 1911. Han var Ridder af Dannebrog.
Han var gift med Martha Elisabeth Schweitz (7. september 1869 på Frederiksberg – 31. januar 1932 i Solbjerg Sogn), datter af Johan Heinrich Wilhelm Rüting Schweitz (1835-1894) og Josephine Fransine Winterhalder (1837-1871).